# برت لایتل
برت لایتل (انگلیسی: Bert Lytell؛ ۲۴ فوریه ۱۸۸۵ – ۲۸ سپتامبر ۱۹۵۴) بازیگر اهل ایالات متحده آمریکا بود.
از فیلم‌ها یا برنامه‌های تلویزیونی که وی در آن نقش داشته است، می‌توان به بادبزن خانم ویندیرمیر، جمع اضداد محال است و برادران اشاره کرد.